# Prudential RideLondon-Surrey Classic
Die Prudential RideLondon-Surrey Classic war ein britisches Straßenradrennen im Männerradsport.

## Organisation und Geschichte
Das Eintagesrennen wurde erstmals am 14. August 2011 unter dem Namen London Surrey Cycle Classic ausgetragen und diente als Test für die Strecke des Radrennens der Olympischen Sommerspiele 2012 in London. Das Rennen wurde über eine Distanz von 140 km auf dem geplanten Kurs für das olympische Straßenrennen gefahren und gehörte in der Kategorie 1.2 zur UCI Europe Tour. Sieger wurde der Brite Mark Cavendish, der sich im Massensprint des Feldes durchsetzte.
Der Wettbewerb wurde 2013 in Kategorie 1.1 unter dem Namen Ride London Classic und 2014 in Kategorie 1.HC unter dem Namen Prudential RideLondon Classic ausgetragen, bevor er den heutigen Namen erhielt. Der Wettbewerb wurde beginnend mit der Saison 2017 in die den Kalender der UCI WorldTour aufgenommen. Die neunte Austragung im Jahr 2020 wurde aufgrund der COVID-19-Pandemie abgesagt, danach stand das Rennen bisher nicht wieder im Rennkalender der UCI. 
Im Jahr 2016 wurde im Rahmen derselben Veranstaltung erstmals das Frauenrennen RideLondon-Classique als Teil der UCI Women’s WorldTour ausgetragen.

## Palmarès

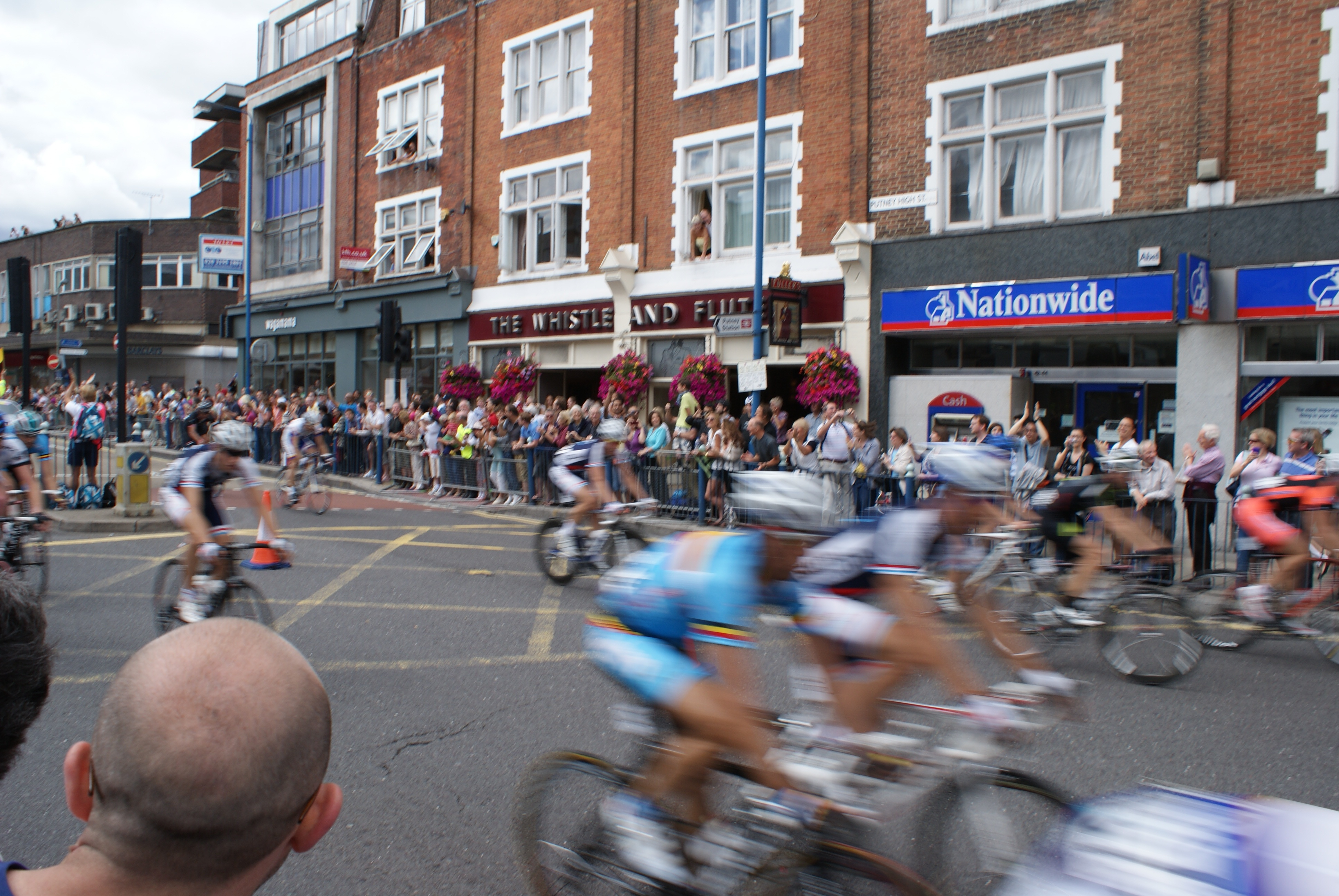
London Surrey Cycle (2011), Putney High St (London-Putney)

| Jahr | Sieger             | Zweiter             | Dritter            |          |
| ---- | ------------------ | ------------------- | ------------------ | -------- |
| 2011 | Mark Cavendish     | Sacha Modolo        | Samuel Dumoulin    |          |
| 2013 | Arnaud Démare      | Sacha Modolo        | Yannick Martinez   |          |
| 2014 | Adam Blythe        | Ben Swift           | Julian Alaphilippe |          |
| 2015 | Jempy Drucker      | Mike Teunissen      | Ben Swift          |          |
| 2016 | Tom Boonen         | Mark Renshaw        | Michael Matthews   |          |
| 2017 | Alexander Kristoff | Magnus Cort Nielsen | Michael Matthews   |          |
| 2018 | Pascal Ackermann   | Elia Viviani        | Giacomo Nizzolo    |          |
| 2019 | Elia Viviani       | Sam Bennett         | Michael Mørkøv     |          |
| 2020 | abgesagt           | abgesagt            | abgesagt           | abgesagt |